# Boehmeria densiflora
Boehmeria densiflora är en nässelväxtart som beskrevs av William Jackson Hooker och Arn.. Boehmeria densiflora ingår i släktet Boehmeria och familjen nässelväxter. Utöver nominatformen finns också underarten B. d. boninensis.

## Bildgalleri

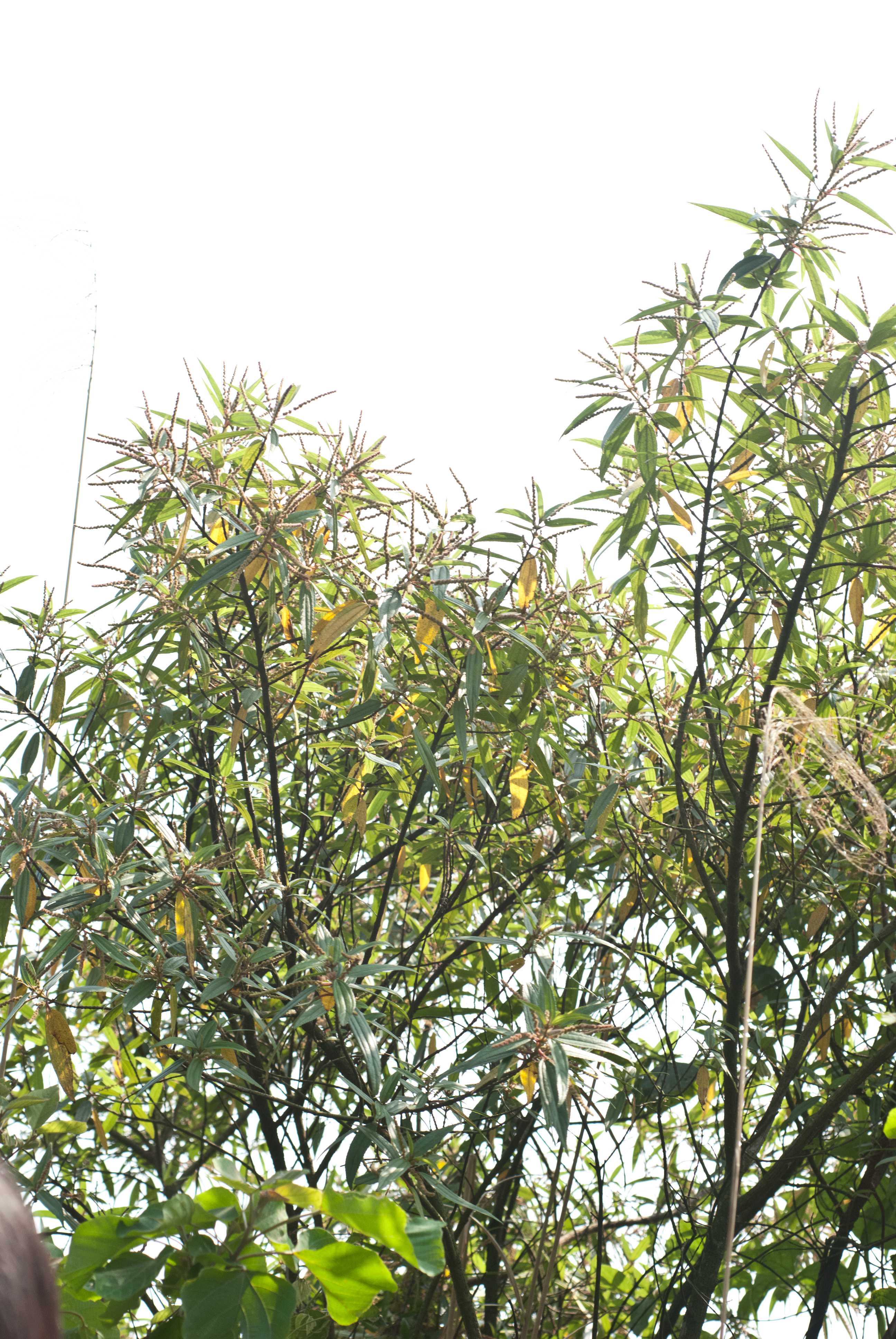
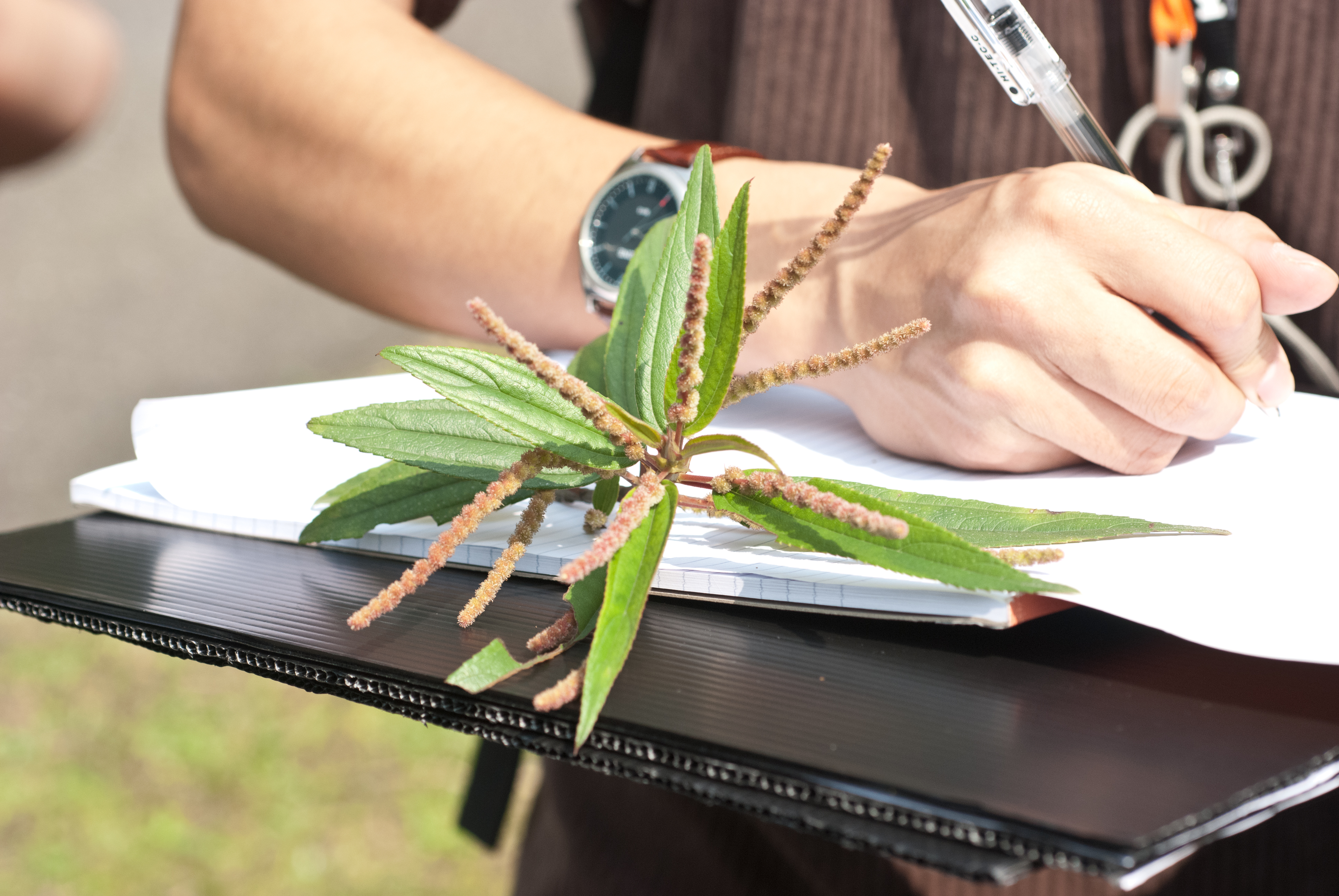
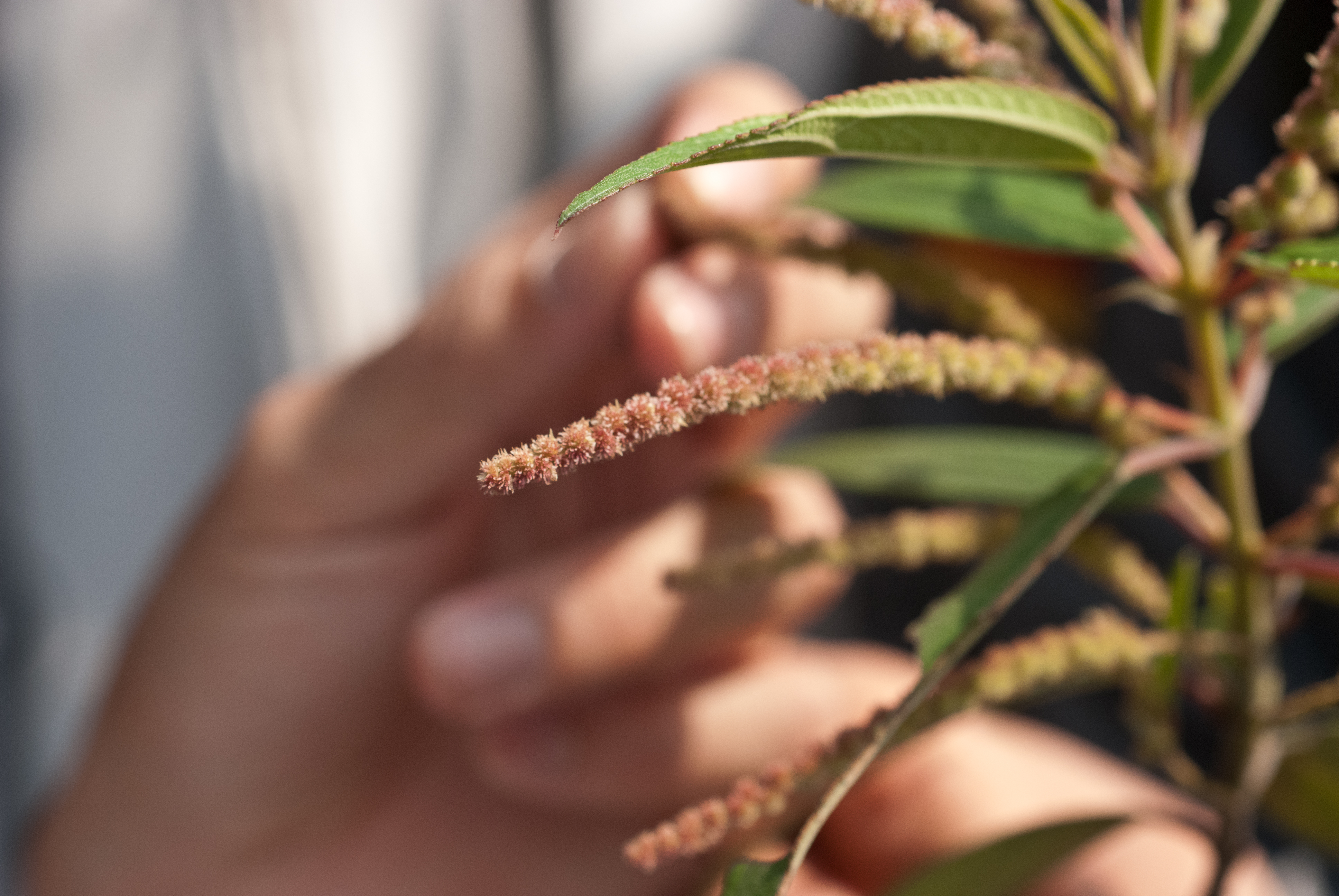
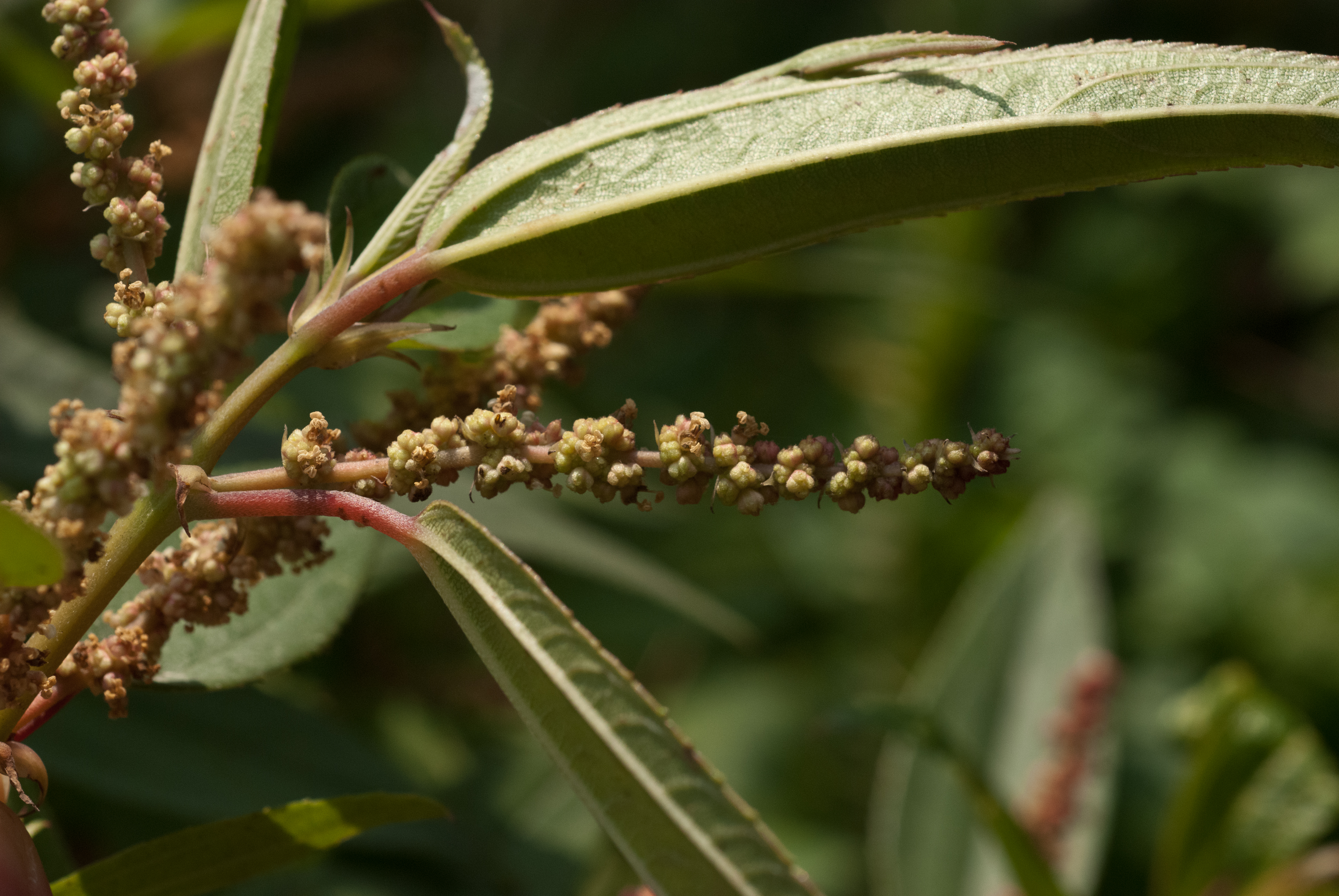
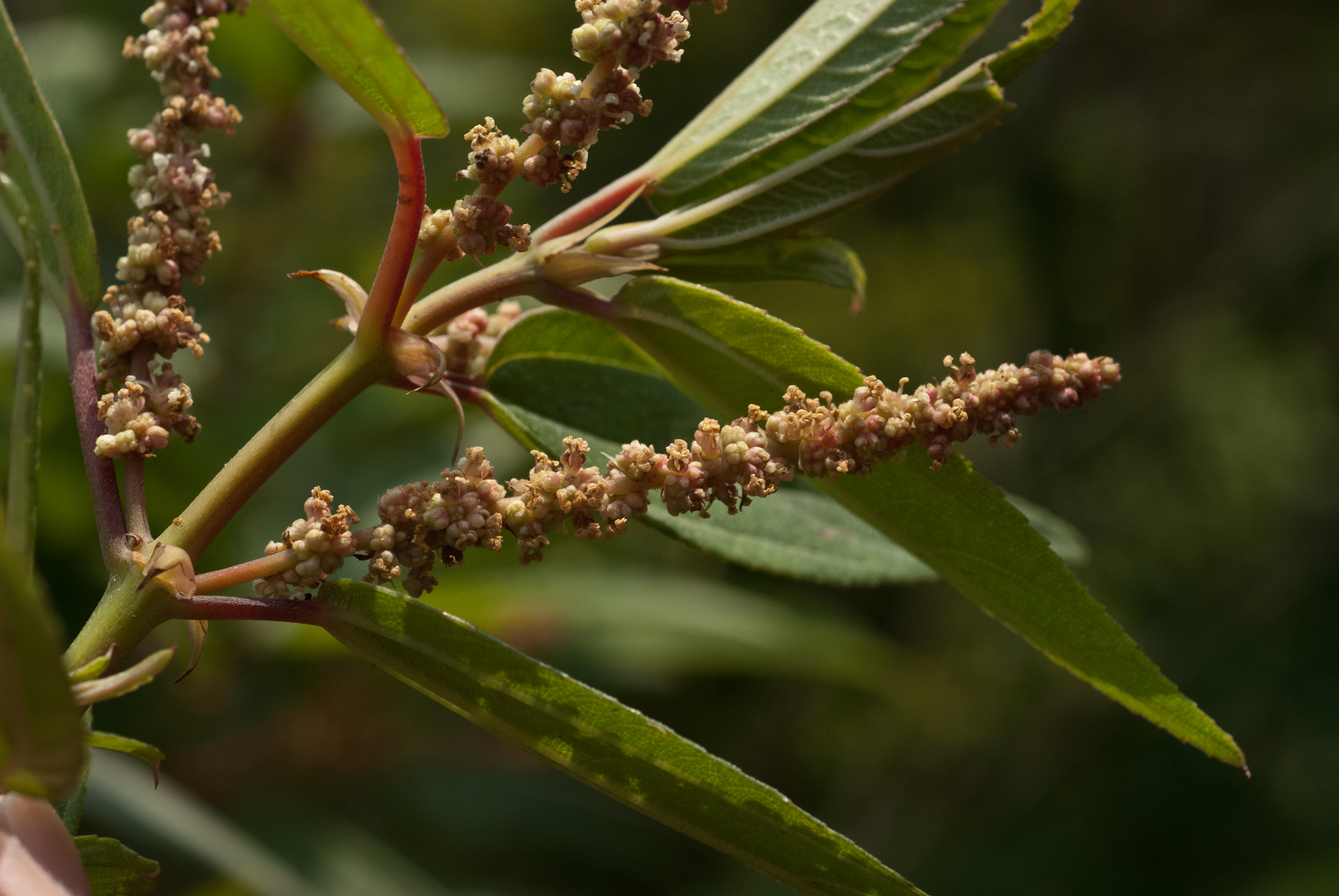
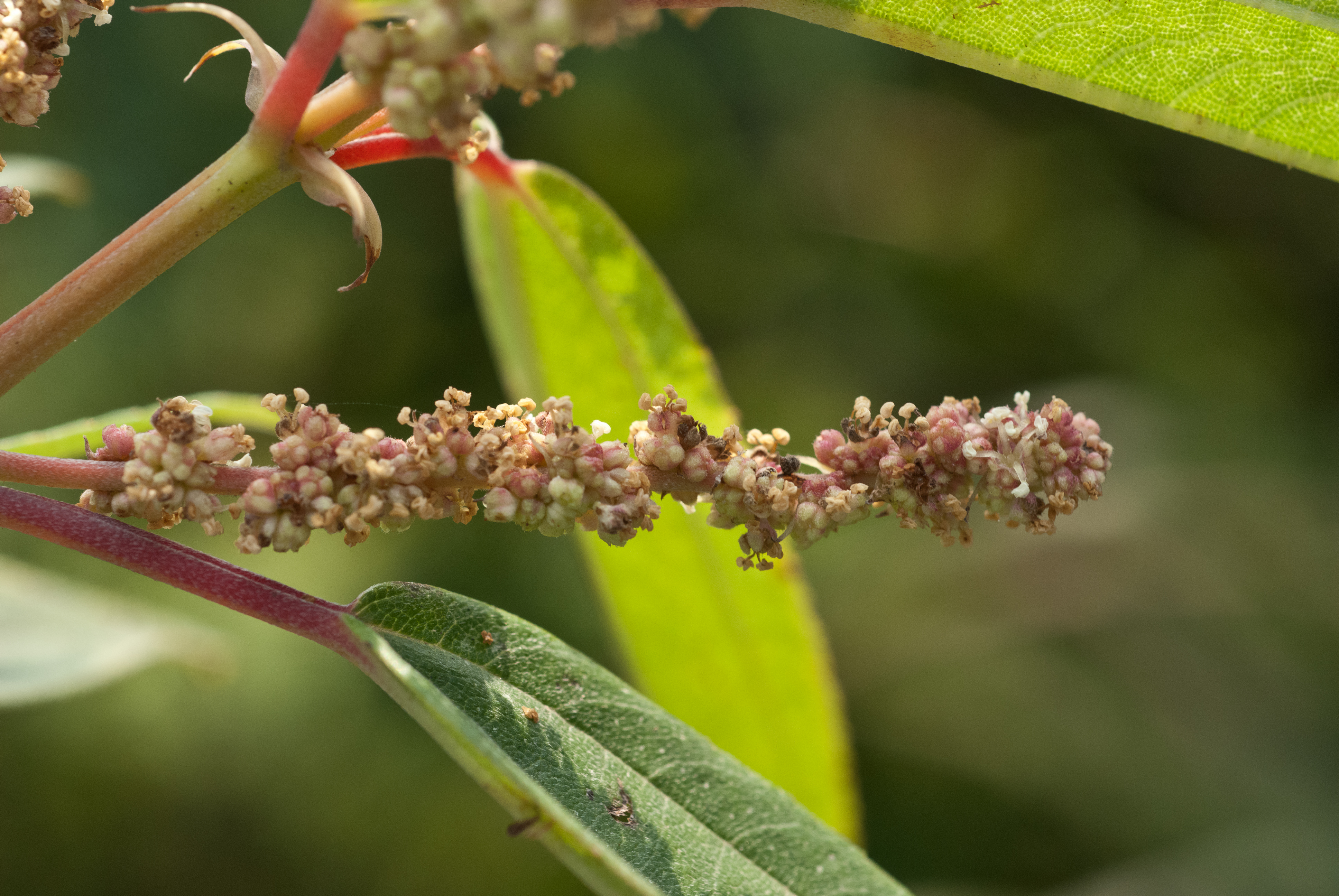